# كلوستريديوم عليقي الشكل
كلوستريديوم كوكسويديس أو كلوستريديوم عليقي الشكل  هو نوع من البكتيريا من فصيلة كلوستريدياسيا.